# أدة
أدة  قرية سوريّة تتبع إداريّاً لمحافظة حلب منطقة عفرين ناحية راجو، بلغ تعداد سكانها 313 نسمة حسب التعداد السكاني لعام 2004.